# Palpimanus potteri
Palpimanus potteri är en spindelart som beskrevs av Lawrence 1937. Palpimanus potteri ingår i släktet Palpimanus och familjen Palpimanidae. Inga underarter finns listade i Catalogue of Life.